# Kortenbergská charta
Kortenbergská charta (nizozemsky Keure van Kortenberg) je právní dokument, který 27. září 1312 v Kortenbergu podepsal brabantský vévoda Jan II. Brabantský (1275–1312), zvaný Mírumilovný. Tato listina se stala dokumentem závazným pro celé brabantské vévodství. V tomto smyslu je možno hovořit o chartě jako o základním dokumentu budoucí ústavy. S touto listinou bylo vévodství Brabantsko prvním knížecím státem v Nizozemsku a možná dokonce i prvním evropským státem, který umožňoval zástupcům měst možnost aktivní účasti na vládě. Byl to jeden z prvních demokratických systémů ve feudální Evropě.

## 13. století
Tradice vévodských listin v Brabantsku má dlouhou historii. V roce 1248 vévoda Jindřich II. Brabantský vydal vévodskou listinu, spojenou se zajištěním dynastické posloupnosti. Listina zaručovala jisté daňové a soudní svobody pro některá města, postupně se ustanovení této listiny rozšířila pro celé vévodství. Jeho syn Jindřich III. Brabantský v této tradici pokračoval a tuto listinu v roce 1261 obnovil. Při této příležitosti podepsala města smlouvu zajišťující dodržování těchto stanovení.

## 14. století
Počátek čtrnáctého století byl dobou ekonomického rozmachu brabantských měst. Brabantští vévodové oproti tomu i přes své značné bohatství byli pro své četné bojové výpravy a udržování svého dvora velmi zadluženi. Přes veškerou snahu jejich dluhy rostly a velmi často zůstávaly nezaplacené. Zahraniční věřitelé, především z Anglie a Itálie, dokonce hrozili zastavit dodávky vlny a lnu brabantským obchodníkům. Textilní průmysl byl na dovozu anglické vlny závislý a její zpracování přinášelo městům velké zisky. Takže zatímco města bohatla, vévodský dvůr se dostal do ekonomických potíží. Aby zabránili finanční krizi, brabantská šlechta, duchovenstvo i města opakovaně platili dluhy svých vévodů. Výměnou získali písemné záruky, které chránily majetek vévodství před jeho zneužitím vévodů nebo jejich zástupců. Tyto záruky jim zaručovaly účast na vévodské vládě. V tomto smyslu může být charta – a další listiny po ní – také chápána jako přelom v historii mocenských vztahů mezi veřejným zájmem a soukromým sektorem.

## Rada Kortenbergu
V roce 1312 se nemocný brabantský vévoda Jan II. počal obávat, že vzhledem k obtížné politické a finanční situaci by zajištění dědictví pro jeho dvanáctiletého syna nebylo snadnou záležitostí. Rozhodl se pro stejné řešení jako jeho předchůdci. Vydat právní dokument. Svolal do opatství ve městě Kortenberg nejvýznamnější šlechtice, zástupce měst a duchovenstva. Ve středu 27. září 1312 byla podepsána listina později zvaná Charta Kortenberg, ve které se mimo jiné říká: …že v budoucnu nebudou ukládány zvláštní daně s výjimkou těchto případů: jmenování jeho syna rytířem, svatba jeho dcery, nebo zajetí jeho osoby nebo dětí; že každý občan bude souzen podle svých práv; že lidé budou vyzváni, aby se rozhodli způsobem popsaným níže; že městům bude zaručeno dodržování jejich výsad, (vryheyden ende rechten); že bude zřízena Rada, která se bude skládat ze čtyř rytířů, vybraných z těch nejlepších, které se v zemi objeví a dále že pro tento účel budou zvoleni tři zástupci z města Louvain, tři z Bruselu, a po jednom zástupci z Antverp, z Bois-le-Duc, z Tienenu a ze Zoutleeuw. Ti se budou scházet jednou za tři týdny v Kortenbergu, aby projednali svá rozhodnutí. Této Radě se uděluje plná moc zejména v kontrole zneužívání vládních úředníků a svěřuje se jí kontrola správy vévodství. Rozhodnutí Rady budou respektována a naplnění rozhodnutí bude kontrolováno. Pro větší jistotu, apod., vévoda vyzývá shromážděné, aby spolu s ním připojili své podpisy pod chartu:
| Gérard, comte de Juliers                          | Gosvin, chevalier et seigneur de Godsenhoven           | Arnoud Lombard van Ysche                                        |
| Renaud, seigneur de Faucquemont et de Montjoie    | Philippe, de Liedekerke, seigneur de Hulvenhout        | Guillaume van Bonler                                            |
| Florent Berthout, seigneur de Malines             | Jean Berthout (dit de Berlaer), seigneur de Keerbergen | Robert van Chore                                                |
| Gérard, seigneur de Diest, vicomte d'Anvers       | Guillaume, seigneur de Cranendonck                     | Gherlac van den Bossche                                         |
| Rase, seigneur de Liedekerke et de Breda          | Henri Camerline, seigneur de Hervelé                   | Henri van Meldert                                               |
| Gérard, seigneur de Horne                         | Jean, seigneur de Sombreffe                            | Jean van Ophem                                                  |
| Arnoud, seigneur de Wesemale, sénéchal de Brabant | Gérard de Quakebeke et Godefroid, son frère            | Jacques van Genetines                                           |
| Arnoud de Wesemale, seigneur de Berghen           | Daniel de Bochout                                      | Jean, seigneur d'Augimont et de Walhem                          |
| Philippe (nl), comte de Vianen                    | Gérard, seigneur de Herlaer                            | Gérard, seigneur de Ghete                                       |
| Philippe, seigneur de Rumst                       | Rase van Grave                                         | Louis de Lumele, gouverneur de la Hesbaye, seigneur de Chaumont |
| Wauthier, seigneur de Edenghen                    | Jean Nieuwe, seigneur de Wavere et de Dongelberhe      | Guillaume, seigneur de Rotslaer                                 |
| Henri, seigneur de Duffel et de Geel              | Arnoud van Hellebeke                                   | Alard van Reviere                                               |
| Alard van Reviere                                 | Robert van Asche                                       | Gérard van der Aa                                               |
| Henri de Louvain                                  |                                                        |                                                                 |

dále: zástupci měst Louvain, Bruxelles, Anvers, Bois-le-Duc, Trilemont a Léau.
Po smrti Jana. II byla vévodou Janem III. brabantským dne 12. července 1314 charta potvrzena a doplněna o dva dokumenty tzv. valonské listiny, neboť se ukázalo, že dosavadní systém nebyl dostatečný pro kontrolu vévodských financí. Zahraniční věřitelé se opět ozvali, města tedy počala dohlížet na státní finance a jejich správu. Tuto kontrolu města účinně prováděla od roku 1314 do roku 1320. Dokonce převzala i dohled nad měnovou politikou. Z důvodu zapojení Janova otce do zákona Lodewijk van Évreux byly tyto listiny napsány ve francouzštině. Jeden z listů byl rychle přeložen do nizozemštiny a je někdy odkazován na poněkud matoucí název vlámská charta. Společně tyto dokumenty z roku 1312-1314 vytvořily v průběhu 14. století základ pro ústavu vévodství. Rada se scházela pravidelně až do roku 1376, i když někdy s několikaletým přerušením. Zabývala se především soudy, ale vykonávala také výkonnou moc prostřednictvím svých nařízení. Soudní zasedání nebo soudní řízení se konala každé tři týdny. Jediné rozhodnutí Rady, které je ještě fyzicky zachováno, ukazuje autonomii Rady, s níž vykonávala svá rozhodnutí. Díky tomuto dokumentu z 12. listopadu 1340 je také známa pečeť Rady Kortenbergu. Po roce 1332 byla Rada rozšířena o další dva členy, takže se skládala z 16 členů. Druhého člena získaly Antverpy a město Walloon. V roce 1340 byly dokumenty zapečetěny speciální pečetí, na níž byl strom zasazený na malém kopci. Pečeť nesla slova: SIGILUM COMMUNE : CONSILII DE CORTENBERGHE (společná pečeť Rady Kortenbergu). Od roku 1332 se Rada podílela na nové formě kontroly řízení vévodství prostřednictvím obecních vyšetřovacích výborů (kontrol). Uskutečňovaly se nepravidelně půl století: v roce 1333, 1334, 1354, 1363, 1372 a 1381. V důsledku těchto privilegií byla roce 1356 jeho dcera Johana Brabantská a jeho zeť Václav Lucemburský nuceni přijmout dokument Joyeuse Entrée jako podmínku pro uznání jejich vlády. Tak mocnými se staly státy Brabant.

## Magna Charta a Charta z Kortenbergu
Magna Charta je obecně považována za první právní dokument, který směřoval k středověkému evropskému konstitucionalismu. Ukazuje se, že Kortengberská charta je mnohem demokratičtější než anglický dokument. Především proto, že Magna Charta se obracela pouze na šlechtu a majetné osoby, zatímco Charta Kortenberg zahrnovala všechny občany, bohaté a chudé, výslovně riken ende armen. Je to vidět už ze složení Rady Kortenbergu. Zde je jasný rozdíl mezi elitářstvím listiny Magna Charta a rovnostářstvím Listiny Kontenberg. Zatímco Magna Charta byla implementována radou 25 baronů, tedy šlechticů, Rada Kortenberg se skládala ze 4 rytířů a 10 měšťanů. Ve finanční komisi Brabantu v srpnu 1314 měla šlechta pouze 2 zástupce a města zastupovalo 8 měšťanů.

## Moderní verze Charty Kortenbergu
My, vévoda Jan II. Brabantský, souhlasíme:
1. Nebudou vybírané žádné další nároky ani daně než ty, které jsou známé jako tři feudální případy:
  - rytířství mého syna
  - svatba mé dcery
  - mé zajetí
2. Daně budou rozumné (daňové výsady).
3. Spravedlivou jurisdikci pro bohaté a chudé. (soudní výsada).
4. Uznání svobody našich dobrých měst. (obecní výsada).
5. Zřídit radu, která bude zahrnovat (sic):
  - 4 rytíře nebo šlechtice.
  - 10 zástupců z těchto pěti měst:
    - 3 z Leuvenu
    - 3 z Bruselu
    - 1 z Antverp
    - z 's-Hertogenbosch (dnes v severním Brabantu, Nizozemsko)
    - 1 z Tienenu
    - 1 z Zoutleeuw
6. Tato Rada se může scházet v Kortenbergu v opatství. Bude se scházet každé tři týdny s cílem sledovat, zda jsou dodržovány finanční, soudní a obecní výsady.
7. To, že v budoucnu bude představenstvu zlepšovat správu pozemků.
8. Po smrti členů rady Kortenbergu budou určeni noví členové.
9. Že členové Rady slibují o svatém evangeliu, že budou usilovat o nejlepší zájem veřejnosti.
10. To, že lidé mají právo vzdorovat, pokud by vévoda nebo jeho potomci odmítli dodržovat Listinu Kortenbergu.